# Касимбас
Касимбас (порт. Cacimbas) — муниципалитет в Бразилии, входит в штат Параиба. Составная часть мезорегиона Сертан штата Параиба. Входит в экономико-статистический микрорегион Серра-ду-Тейшейра. Население составляет 4224 человека на 2006 год. Занимает площадь 142,926 км². Плотность населения — 29,6 чел./км².

## Статистика
- Валовой внутренний продукт на 2003 год составляет 11 146 571,00 реалов (данные: Бразильский институт географии и статистики).
- Валовой внутренний продукт на душу населения на 2003 год составляет 1519,43 реалов (данные: Бразильский институт географии и статистики).
- Индекс развития человеческого потенциала на 2000 год составляет 0,494 (данные: Программа развития ООН).